# Liste der Baudenkmale in Ankum
In der Liste der Baudenkmale in Ankum sind alle Baudenkmale der niedersächsischen Gemeinde Ankum aufgelistet. Die Quelle der Baudenkmale ist der Denkmalatlas Niedersachsen. Der Stand der Liste ist der 3. September 2022.

## Allgemein
In den Spalten befinden sich folgende Informationen:
- Lage: die Adresse des Baudenkmales und die geographischen Koordinaten. Kartenansicht, um Koordinaten zu setzen. In der Kartenansicht sind Baudenkmale ohne Koordinaten mit einem roten Marker dargestellt und können in der Karte gesetzt werden. Baudenkmale ohne Bild sind mit einem blauen Marker gekennzeichnet, Baudenkmale mit Bild mit einem grünen Marker.
- Bezeichnung: Bezeichnung des Baudenkmales
- Beschreibung: die Beschreibung des Baudenkmales. Unter § 3 Abs. 2 NDSchG werden Einzeldenkmale und unter § 3 Abs. 3 NDSchG Gruppen baulicher Anlagen und deren Bestandteile ausgewiesen.
- ID: die Objekt-ID des Baudenkmales
- Bild: ein Bild des Baudenkmales, ggf. zusätzlich mit einem Link zu weiteren Fotos des Baudenkmals im Medienarchiv Wikimedia Commons. Wenn man auf das Kamerasymbol klickt, können Fotos zu Baudenkmalen aus dieser Liste hochgeladen werden:

## Ankum
| Lage                                                  | Bezeichnung                      | Beschreibung | ID       | Bild           |
| ----------------------------------------------------- | -------------------------------- | --- | -------- | -------------- |
| Alfred-Eymann-Straße 1 52° 32′ 30″ N, 7° 52′ 13″ O    | Wohn-/ Geschäftshaus             | Eingeschossiges Wohn- und Geschäftshaus mit ausgebautem DG, massive Ziegelbauweise, verputzt, Satteldach, errichtet 1848. Siebenachsige Fassade mit mittigem Eingang, Öffnungen unter profilierten Segmentbogen. Umlaufender Rosetten-Fries unter der Dachkante an Trauf- und Giebelseiten. An der nordwestlichen Giebelseite leicht zurückgesetzter Anbau mit Ladeneinbau. | 46944713 | BW             |
| Am Brunning 20 52° 32′ 11″ N, 7° 52′ 7″ O             | Gut Brunning (Speicher)          | Dreigeschossiger traufständiger Wandständerbau, Fachwerk mit verputzten Gefachen, Vordergiebel zweimal vorkragend, rückseitiger Giebel zweimal vorkragend (verdeckt durch Anbau des Mühlengebäudes), jeweils teilweise über profilierten Knaggen, errichtet 1811 (i). Nordwestliche Traufseite mit vermutlich neuerem Anbau. | 47009528 | BW             |
| Am Brunning 24 52° 32′ 8″ N, 7° 52′ 8″ O              | Gut Brunning (Herrenhaus)        | Traufständiges eineinhalbgeschossiges Herrenhaus, schlichter Fachwerkbau mit Ziegelausmauerung auf hohem verputzten Sockel/Kellergeschoss, OG rundum vorkragend, Halbwalmdach. Fassade siebenachsig gegliedert, Eingang mittig über Freitreppe mit massiver Brüstung und Pfeilern, zweiter Eingang mit schlichter Treppe giebelseitig. | 47009584 | BW             |
| Am Schultenhof 1 52° 32′ 37″ N, 7° 51′ 41″ O          | Hof Schulte (Speicher)           | Zweigeschossiger Speicher, Wandständerbau, Fachwerk mit Ziegelausmauerung, Giebel jeweils zweimal vorkragend, teils über profilierten Knaggen, Satteldach, errichtet 1795 (i).In Ankum ist dies der einzige erhaltene Speicher dieses Bautypus aus dem ausgehenden 18. Jh. | 46945957 | BW             |
| Am Vogelberg 52° 32′ 34″ N, 7° 52′ 18″ O              | Gerichtsstätte                   | Unmittelbar im Osten an die Gruppe Kirchburg angrenzend an der Straße Am Vogelberg gelegen. Markante kreisförmige Aufschüttung von gut 20 m Durchmesser. Auf der Kuppe („Ausblickshöhe“) steht die Gerichtslinde. | 46946788 | BW             |
| An der Kirchenburg 52° 32′ 34″ N, 7° 52′ 11″ O        | Kirchenburg Ankum (St. Nikolaus) | Mächtige neuromanische Basilika aus Sandstein mit Querhaus, Chorquadrat mit Apsis und Nebenchören mit Seitenapsiden, 1897-1900 von Johannes Franziskus Klomp, Hannover. Der Westturm von 1514 erhalten, 1906 erhöht und mit vier Ecktürmchen versehen. Einige mittelalterliche Ausstattungsstücke sowie Werke von Paul Brandenburg erhalten. | 44878501 | Weitere Bilder |
| An der Kirchenburg 52° 32′ 34″ N, 7° 52′ 15″ O        | Kirchenburg Ankum (Einfriedung)  | Im Norden der Kirchburg gelegene Einfriedung, massives Bruchsteinmauerwerk. | 47004565 | BW             |
| Druchhorner Straße 1 52° 32′ 39″ N, 7° 52′ 6″ O       | Gasthaus Klune                   | Giebelständiges Hallenhaus, heute Gasthaus, Vierständerbau, Fachwerk teils mit Ziegelausmauerung, teils mit Lehmstakung, Vordergiebel dreimal vorkragend, Rückgiebel zweimal vorkragend, teils über profilierten Knaggen, Satteldach, errichtet 1775/1934 (i). Nachträglich größere Umbauten: Dielentor ersetzt, ausgebautes DG, Umnutzung als Gaststätte mit Wohnräumen. Östliche Traufseite mit firstparallelem Anbau. | 46949560 | BW             |
| Druchhorner Straße 4 52° 32′ 40″ N, 7° 52′ 9″ O       | Wohn-/ Wirtschaftsgebäude        | Giebelständiger Zweiständerbau, Fachwerk mit Ziegelausmauerung, Wirtschaftsgiebel zweimal vorkragend, errichtet 1789 (i). Im Inneren vollständig zu Wohnzwecken umgebaut. | 46950713 | BW             |
| Druchhorner Straße 7 52° 32′ 41″ N, 7° 52′ 9″ O       | Wohn-/ Wirtschaftsgebäude        | Traufständiger Vierständerbau, Fachwerk mit Ziegelausmauerung, Giebel jeweils einmal vorkragend, Halbwalmdach, errichtet 1827 (i). Innenraum zu Wohnzwecken umgebaut. | 46954555 | BW             |
| Druchhorner Straße 8 52° 32′ 41″ N, 7° 52′ 10″ O      | Wohn-/ Wirtschaftsgebäude        | Giebelständiger Vierständerbau, Fachwerk teils mit Ziegelausmauerung, teils mit Lehmstakung, Wirtschaftsgiebel dreimal vorkragend, Wohngiebel zweimal vorkragend, Satteldach, errichtet wohl in der zweiten Hälfte des 18. Jh. Dielentor entfernt und Innenraum zu Wohnzwecken umgebaut. | 46964039 | BW             |
| Druchhorner Straße 23 / 25 52° 32′ 53″ N, 7° 52′ 7″ O | Steinwerk Boitinghof             | Dreigeschossiges Steinwerk, massive Bruchsteinbauweise, Rückgiebel in Schornstein auslaufend, Satteldach. Eckquaderung und Fensterlaibungen teils aufwändiger mit Sandstein ausgeführt. Mehrere Veränderungen der Fassaden und -öffnungen. | 46964142 |                |
| Hauptstraße 10 / 10b 52° 32′ 31″ N, 7° 52′ 26″ O      | Wohn-/ Wirtschaftsgebäude        | Traufständiges ehemaliges Querdielenhaus, massive Ziegelbauweise mit hohem Sandsteinsockel, Halbwalmdach, errichtet um 1880. Straßenfassade mit pilasterartigen Wandvorlagen, profilierten Trauf- und Giebelgesimsen und Haustein-Fenstergewänden im Wohnteil. | 46964283 |                |
| Hauptstraße 10a 52° 32′ 31″ N, 7° 52′ 27″ O           | Wohnhaus                         | Giebelständiges, eingeschossiges Gebäude, massive Ziegelbauweise, straßenseitig verputzt, Satteldach, errichtet wohl um 1880. Schmaler Bauwich zum Wohn-/Wirtschaftsgebäude im Westen. Im Inneren zu Wohnzwecken umgebaut. | 46964450 |                |
| Hauptstraße 24 52° 32′ 32″ N, 7° 52′ 18″ O            | Wohnhaus                         | Großzügiges zweiflügelig angeordnetes Wohnhaus, massive Ziegelbauweise, beide Gebäudeflügel unter Krüppelwalmdach, errichtet um 1890. Eingangsflügel traufständig, eineinhalbgeschossig, Eingang zur Straße als Teil von eingeschossiger Auslucht mit drei großen Fenstern unter Rundbogen und Pultdach, im Dach darüber zwei Schleppgauben. Querflügel giebelständig, zweigeschossig, zweiachsige Straßenfassade. Fassadengliederung durch Mauervorlagen an den Ecken sowie teils aufwändige Ziegelziersetzungen (Formziegel), Giebel- und Geschossgesimse. Fensteröffnungen mit Segmentbögen. | 46966823 | BW             |
| Hauptstraße 29 52° 32′ 31″ N, 7° 52′ 12″ O            | Alte Post                        | Zweigeschossiges Wohn- und Geschäftshaus, von der Straßenflucht zurückspringend, massive Ziegelbauweise, Krüppelwalmdach, errichtet um 1900. Fassade vierachsig; an beiden Traufseiten flacher Risalit unter Zwerchdach über die südlichen zwei Achsen. Straßenfront mit Geschoss- und Giebelgesimsen sowie Öffnungen unter Segmentbögen. Brüstungsfelder mit Ornamenten aus Formziegeln. Straßenseitiger Zwerchgiebel mit Freigespärre. | 46967479 | BW             |
| Hauptstraße 35 52° 32′ 33″ N, 7° 52′ 9″ O             | Hotel Schmidt                    | Zweigeschossiges Hotelgebäude, massive Ziegelbauweise, ausgebautes DG unter Walmdach, errichtet wohl 1838. An der nordwestlichen Ecke runde eingeschossige Auslucht mit Pyramiddach. Straßenfassade elfachsig mit vierachsigem leicht außermittigem Risalit unter Zwerchdach mit Dreiecksgiebel. Wandgliederung durch umlaufendes Geschoss-, Trauf- und Giebelgesims. Fenstergewände verputzt, Fensterbänke auf geschwungenen Konsolen. Südöstlich die Beckerstiege mit Torbogen ehemals zum Stallgebäude.                                                                                      | 47004937 | BW             |
| Hauptstraße 35 52° 32′ 32″ N, 7° 52′ 8″ O             | Hotel Schmidt (Saal)             | Traufständiger eingeschossiger Saalanbau, massive Ziegelbauweise, Traufseite zum Hof in Bruchsteinbauweise, Satteldach, errichtet im 19. Jh. Straßenseitig außermittiges Zwerchhaus mit Rundbogenfenster. | 47005033 | BW             |
| Hauptstraße 39 52° 32′ 34″ N, 7° 52′ 7″ O             | Vogtshaus                        | Zweigeschossiges traufständiges Wohn- und Geschäftshaus, massive Ziegelbauweise, Walmdach, errichtet etwa Ende des 19. Jh. Straßenfassade sechsachsig, die ersten zwei Achsen von Süd zusammengefasst mit Dielentor unter Rundbogen und nur einem Fenster. Fassadengliederung mit umlaufendem Geschoss- und Traufgesims. Fensterbänke und Tür-, Schaufenster- sowie Dielentorgewände in farblich abgesetztem Stein. An der straßenabgewandten Traufseite eingeschossiger Anbau in Fachwerkbauweise.                                                                                             | 46967612 | BW             |
| Hauptstraße 40 52° 32′ 35″ N, 7° 52′ 9″ O             | Küsterei                         | Giebelständiges eineinhalbgeschossiges Wohnhaus an Platzsituation, massive Ziegelbauweise auf verputztem Sockel, Satteldach, errichtet wohl in der zweiten Hälfte des 19. Jh. Eingang mittig in Giebelseite mit profilierter Umrandung, vorderer Hausteil mit Sandstein-Geschossgesims. | 46967640 | BW             |
| Hauptstraße 52° 32′ 33″ N, 7° 52′ 10″ O               | Kirchenburg Ankum (Arkaden)      | Im Süden der Kirchenburg gelegene Arkaden, massives Bruchsteinmauerwerk. | 47004519 | BW             |
| Hauptstraße 51 52° 32′ 37″ N, 7° 52′ 5″ O             | Wohnhaus                         | Giebelständiges eingeschossiges Wohnhaus, massive Ziegelbauweise auf Sandsteinsockel, Satteldach, errichtet um 1900. Ausgebautes DG mit Zwerchhaus im Süden und Gaube im Norden. Giebelseitiger Eingang mittig und Ecken betont mit Mauervorlage, Geschoss- und Traufgesimse. | 46970105 | BW             |
| Michels Stiege 52° 32′ 44″ N, 7° 52′ 5″ O             | Scheune                          | Kleine Scheune als eingeschossiger traufständiger Wandständerbau, Fachwerk mit Ziegelausmauerung, Satteldach, errichtet wohl in der ersten Hälfte des 19. Jh. Es ist in Ankum die einzige Scheune dieses Bautypus, die überkommen ist. | 46976515 | BW             |
| Michels Stiege 4 52° 32′ 41″ N, 7° 52′ 5″ O           | Heimathaus                       | Giebelständiger Zweiständerbau, Fachwerk teils mit Ziegelausmauerung, teils mit Lehmstakung, Wirtschaftsgiebel zweimal vorkragend, Wohngiebel einmal vorkragend, jeweils teils über profilierten Knaggen, Satteldach, errichtet 1789 (i). Innengerüst teils erhalten. Ursprünglich Ständer mit verdicktem Kopf, geschwungene Kopfbänder dielenseitig zwischen Ständer und Dachbalken. | 46974535 | BW             |
| Tiefer Weg 2 52° 32′ 40″ N, 7° 52′ 10″ O              | Wohn-/ Wirtschaftsgebäude        | Giebelständiger ehemaliger Dreiständerbau, Fachwerk mit Ziegelausmauerung, Nordwestgiebel dreimal vorkragend, teils über profilierten Knaggen, südwestliche Traufseite nachträglich massiv ersetzt, errichtet wohl bereits im 18. Jh. Im Inneren wohl weitgehend verändert. Nordöstliche Traufseite mit eingeschossigem, firstparallelem Anbau. | 46974659 | BW             |
| Tiefer Weg 4 52° 32′ 40″ N, 7° 52′ 11″ O              | Wohn-/ Wirtschaftsgebäude        | Giebelständiger Zweiständerbau, Fachwerk teils mit Ziegelausmauerung, teils mit Lehmstakung, Wirtschafts- und Wohngiebel jeweils zweimal vorkragend, Kammerfach mit Aufsprung, Satteldach, errichtet 1852 (i). | 46983446 | BW             |
| Zum Hof Lienesch 27 52° 32′ 8″ N, 7° 52′ 21″ O        | Hof Lienesch (Heuerhaus)         | Giebelständiges Doppelheuerhaus, Dreiständerbau, Fachwerk mit Ziegelausmauerung, beide Giebel zweimal vorkragend, teils über profilierten Knaggen, Satteldach, errichtet 1813 (i). Innengerüst teils erhalten. Eine Seite mit einarmigem Flettdielengrundriss, eine Abseite als Wohnraum genutzt. | 47236381 | BW             |

## Aslage
| Lage                                           | Bezeichnung                             | Beschreibung | ID       | Bild |
| ---------------------------------------------- | --------------------------------------- | --- | -------- | ---- |
| Aslage 7 52° 32′ 25″ N, 7° 50′ 52″ O           | Kruzifix                                | Massives Kruzifix mit ebenfalls massivem, wohl sandsteinernen Korpus auf betoniertem Postament mit aufgebrachter Schrifttafel. Aufgestellt wohl um 1900. | 46988828 | BW   |
| Auf dem Pattlande 2 52° 32′ 14″ N, 7° 51′ 5″ O | Gekreuzigter Erlöser                    | Massives Kruzifix auf ebenfalls steinernem Postament mit Inschrift, eingebettet in eine kleine Grünanlage, errichtet wohl um 1900. | 46988459 | BW   |
| Boedemanns Kamp 4 52° 32′ 10″ N, 7° 51′ 17″ O  | Hof Niemann (Wohn-/ Wirtschaftsgebäude) | Zweigeschossiges Wohnhaus in massiver Ziegelbauweise, Walmdach, errichtet 1918-1919. Hofseitig mittiger Eingang unter pfeilergetragenem Vordach. Mittige Dachgauben auf Vorder- und Rückseite. Eckbetonung und Wandgliederung durch Mauervorlagen. | 46988712 | BW   |
| Boedemanns Kamp 4 52° 32′ 10″ N, 7° 51′ 17″ O  | Hof Niemann (Wohn-/ Wirtschaftsgebäude) | Zweigeschossiges Wohnhaus in massiver Ziegelbauweise, Walmdach, errichtet 1918-1919. Hofseitig mittiger Eingang unter pfeilergetragenem Vordach. Mittige Dachgauben auf Vorder- und Rückseite. Eckbetonung und Wandgliederung durch Mauervorlagen. Direkt anschließend zwei Wirtschaftsflügel ebenfalls aus Ziegelmauerwerk, die mit dem Wohnhaus eine dreiflügelähnliche Anlage bilden und zeitgleich errichtet wurden. | 46988712 | BW   |

### Kreuzweg
Die Kreuzwegstationen 1–11 und 13–14 sind wohl aus Baumberger Sandstein, als neogotische Stelen mit ca. 68 × 52 cm großen Szenenrelief, errichtet 1868.

| Lage                                       | Bezeichnung  | Beschreibung | ID       | Bild |
| ------------------------------------------ | ------------ | --- | -------- | ---- |
| Am Taggenbröck 52° 32′ 37″ N, 7° 51′ 13″ O | Station I    | | 46989453 | BW   |
| Am Taggenbröck 52° 32′ 38″ N, 7° 51′ 12″ O | Station II   | | 47056601 | BW   |
| Am Taggenbröck 52° 32′ 39″ N, 7° 51′ 11″ O | Station III  | | 47056661 | BW   |
| Am Taggenbröck 52° 32′ 40″ N, 7° 51′ 7″ O  | Station IV   | | 47057648 | BW   |
| Am Taggenbröck 52° 32′ 41″ N, 7° 51′ 5″ O  | Station V    | | 47057902 | BW   |
| Am Taggenbröck 52° 32′ 41″ N, 7° 51′ 2″ O  | Station VI   | | 47057953 | BW   |
| Am Taggenbröck 52° 32′ 41″ N, 7° 51′ 0″ O  | Station VII  | | 47057999 | BW   |
| Am Taggenbröck 52° 32′ 42″ N, 7° 50′ 58″ O | Station VIII | | 47058046 | BW   |
| Am Taggenbröck 52° 32′ 42″ N, 7° 50′ 55″ O | Station IX   | | 47058117 | BW   |
| Am Taggenbröck 52° 32′ 42″ N, 7° 50′ 52″ O | Station X    | | 47058165 | BW   |
| Am Taggenbröck 52° 32′ 43″ N, 7° 50′ 50″ O | Station XI   | | 47058191 | BW   |
| Am Taggenbröck 52° 32′ 44″ N, 7° 50′ 49″ O | Station XII  | Im Gegensatz zu den anderen Kreuzwegstationen ist die Station XII nicht als Stele ausgebildet, sondern besteht aus einer Kreuzigungsgruppe. Die Figuren wohl auch aus Bamberger Sandstein. Errichtet 1868. | 47058230 | BW   |
| Am Taggenbröck 52° 32′ 45″ N, 7° 50′ 50″ O | Station XIII | | 47058304 | BW   |
| Am Taggenbröck 52° 32′ 46″ N, 7° 50′ 49″ O | Station XIV  | | 47058379 | BW   |

## Brickwedde
| Lage                                          | Bezeichnung                                         | Beschreibung | ID       | Bild |
| --------------------------------------------- | --------------------------------------------------- | --- | -------- | ---- |
| Brickwedde 9 52° 30′ 48″ N, 7° 55′ 24″ O      | Hof Lemmermöhle (Wohn-/ Wirtschaftsgebäude)         | Giebelständiger Zweiständerbau, Fachwerk mit Ziegelausmauerung, Wirtschaftsgiebel dreimal vorkragend, Wohngiebel zweimal vorkragend, jeweils zum Teil über profilierten Knaggen und mit Ziegelziersetzung, Satteldach, errichtet 1767/1774 (i). Innengerüst teils erhalten, ursprünglich Ständer mit gabelförmigem Kopf, geschwungenen Kopfbändern dielenseitig zwischen Ständer und Dachbalken. | 46989453 | BW   |
| Brickwedde 9 52° 30′ 46″ N, 7° 55′ 25″ O      | Hof Lemmermöhle (Mühlengebäude)                     | Giebelständiger Dreiständerbau, Fachwerk mit Ziegelausmauerung auf Bruchsteinsockel, Nordgiebel zweimal vorkragend, Südgiebel zweimal vorkragend, jeweils zum Teil über profilierten Knaggen und mit Ziegelziersetzung, Satteldach, errichtet 1761 (i). Innengerüst ursprünglich mit Ständern mit gabelförmigem Kopf, geschwungenen Kopfbändern dielenseitig zwischen Ständer und Dachbalken. Linke Traufseite mit Kübbung. Von der Mühlentechnik wohl ein stehendes Vorgelege, ein Mahlgang, eine Steinwinde im Dachraum und eiserne Getriebeteile zum Antrieb einer Häckselmaschine, erhalten. | 46989573 | BW   |
| Brickwedder Weg 7 52° 30′ 32″ N, 7° 54′ 48″ O | Hof Meyer zu Brickwedde (Scheune)                   | Giebelständige Scheune, Fachwerk mit Ziegelausmauerung, Ostgiebel dreimal vorkragend, Mansarddach, errichtet 1935 (i). Westgiebel in massiver Ziegelbauweise. Drei Querdurchfahrten. | 46989573 | BW   |
| Brickwedder Weg 7 52° 30′ 32″ N, 7° 54′ 45″ O | Hof Meyer zu Brickwedde (Wohn-/ Wirtschaftsgebäude) | Giebelständiges Wohn-/Wirtschaftsgebäude, Fachwerk mit Ziegelausmauerung, Wirtschaftsgiebel dreimal vorkragend, Satteldach, errichtet 1925/1935 (i). Innengerüst in Betonbauweise ähnlich einem Vierständerbau. Südliche Traufseite mit Zwerchgiebel, Wohngiebel schräg an Steinwerk im Westen anschließend. | 47006555 | BW   |
| Brickwedder Weg 7 52° 31′ 33″ N, 7° 55′ 57″ O | Hof Meyer zu Brickwedde (Scheune)                   | Giebelständiger Wandständerbau, Fachwerk teils mit Ziegelausmauerung, teils mit Lehmstakung, Nordgiebel dreimal vorkragend, Südgiebel dreimal vorkragend, jeweils zum Teil über profilierten Knaggen, Satteldach, errichtet wohl im frühen 19. Jh. Drei Querdurchfahrten. | 47208941 | BW   |
| Brickwedder Weg 7 52° 30′ 32″ N, 7° 54′ 44″ O | Hof Meyer zu Brickwedde (Steinwerk)                 | Giebelständiges dreigeschossiges Steinwerk, massive Bruchsteinbauweise, Satteldach, Errichtungszeit unklar. Mehrere senkrechte Fensteröffnungsschlitze. An den Ostgiebel schließt der Wohnteil des Haupthauses an. | 37052454 | BW   |
| Brickwedder Weg 7 52° 30′ 33″ N, 7° 54′ 46″ O | Hof Meyer zu Brickwedde (Waschhaus)                 | Kleines Waschhaus auf annähernd quadratischem Grundriss, im Norden der Hofanlage am Bachlauf gelegen. | 47006943 | BW   |
| Brickwedder Weg 7 52° 30′ 31″ N, 7° 54′ 46″ O | Hof Meyer zu Brickwedde (Wagenschauer)              | Traufständiger Wagenschauer auf L-förmigem Grundriss, Wandständerbau, Fachwerk mit Ziegelausmauerung, Satteldach, errichtet 1913 (i). Sieben Quereinfahrten. Die mittleren drei Tore zweitverwendet mit Datierungen 1787 und 1821 (i). | 47006644 | BW   |
| Brickwedder Weg 7 52° 30′ 30″ N, 7° 54′ 47″ O | Hof Meyer zu Brickwedde (Wagenschauer)              | Traufständiger Wagenschauer, Fachwerk mit Ziegelausmauerung, ursprünglich mit drei Quereinfahrten, nachträglich um weitere vier erweitert, Satteldach, errichtet um 1950. | 47006702 | BW   |
| Westruper Weg 12 52° 31′ 33″ N, 7° 55′ 58″ O  | Hof Meyer zu Westrup (Scheune)                      | Giebelständiger Wandständerbau, Fachwerk teils mit Ziegelausmauerung, teils mit Lehmstakung, Nordgiebel dreimal vorkragend, Südgiebel dreimal vorkragend, jeweils zum Teil über profilierten Knaggen, Satteldach, errichtet wohl im frühen 19. Jahrhundert. Drei Querdurchfahrten. | 47208941 | BW   |
| Westruper Weg 12 52° 31′ 32″ N, 7° 56′ 3″ O   | Hof Meyer zu Westrup (Backhaus)                     | Eingeschossiger traufständiger Wandständerbau, Fachwerk teils mit Ziegelausmauerung, teils mit Lehmstakung, beide Giebel zweimal vorkragend, Satteldach, errichtet wohl ursprünglich um 1700. Außen liegender Backofen entfernt, Öffnung verschlossen. | 47209015 | BW   |

## Druchhorn
| Lage                                            | Bezeichnung                                | Beschreibung | ID       | Bild |
| ----------------------------------------------- | ------------------------------------------ | --- | -------- | ---- |
| Alter Kirchweg 1 52° 34′ 30″ N, 7° 52′ 41″ O    | Hof Dettmering (Wohn-/ Wirtschaftsgebäude) | Inmitten der Hofanlage gelegenes ein- bis zweigeschossiger Sichtziegelbau, Wohnbereich mit Mittelrisalit, Giebeltrapez in Fachwerk und Walmdach, Wirtschaftsteil mit mittiger Längseinfahrt, Satteldach mit Zwerchgiebeln, errichtet 1925/30. | 47209130 | BW   |
| Alter Kirchweg 9 52° 34′ 36″ N, 7° 52′ 52″ O    | Hof Gövert (Wohn-/ Wirtschaftsgebäude)     | Giebelständiger Zweiständerbau, Fachwerk teils mit Ziegelausmauerung, teils mit Lehmstakung, Wirtschaftsgiebel dreimal vorkragend, Wohngiebel ebenfalls dreimal vorkragend, Satteldach, errichtet 1802 (i). Kammerfach mit Aufsprung. | 38264120 | BW   |
| Ankumer Straße 12 52° 34′ 43″ N, 7° 53′ 25″ O   | Kruzifix                                   | An einer Wegekreuzung gelegenes Kruzifix auf Postament mit Korpus, alle Bestandteile wohl aus Sandstein. Inschriften: „I.N.R.I.“ oberhalb des Korpus eingemeißelt, „Es ist vollbracht“ auf Postament. Aufgestellt im 20. Jh. | 47006993 | BW   |
| Ankumer Straße 15 52° 33′ 54″ N, 7° 52′ 35″ O   | Kruzifix                                   | Hölzernes Kruzifix mit weißem Korpus auf Postament in massiver Ziegelbauweise. Oberhalb des Korpus geschwungene Inschriftentafel „I.N.R.I.“. Nachträglich um rautenförmige Rückwand und kleines Satteldach, beides aus Holz, ergänzt. | 47007050 | BW   |
| Ankumer Straße 49 52° 34′ 45″ N, 7° 53′ 27″ O   | Hof Zumberge (Heuerhaus)                   | Traufständiger Zweiständerbau, Fachwerk teils mit Ziegelausmauerung, teils mit Lehmstakung, Wirtschaftsgiebel dreimal vorkragend, Wohngiebel dreimal vorkragend, jeweils zum Teil über profilierten Knaggen, Satteldach, errichtet 1833 (i). Innengerüst wohl teils erhalten, ursprünglich mit Ständern mit verdicktem Kopf, geschwungenen Kopfbändern dielenseitig zwischen Ständer und Dachbalken. | 47209081 | BW   |
| Nortruper Straße 11 52° 34′ 57″ N, 7° 53′ 19″ O | Hof Fissmann (Wohn-/ Wirtschaftsgebäude)   | Ursprünglich inmitten der ehemaligen Hofanlage gelegener Zweiständerbau, Kammerfach mit Aufsprung, Giebel jeweils dreimal vorkragend, teils über profilierten Knaggen, Fachwerk mit verputzten Gefachen, Satteldach, errichtet 1802/07 (i). | 47007111 | BW   |
| Up de Wellen 22 52° 34′ 10″ N, 7° 53′ 32″ O     | Hof Thumann (Wohn-/ Wirtschaftsgebäude)    | Giebelständiger Zweiständerbau, Fachwerk mit Ziegelausmauerung, Wirtschaftsgiebel dreimal vorkragend, Wohngiebel dreimal vorkragend, jeweils zum Teil über profilierten Knaggen, Satteldach, im Kern noch 1695 (i), Außenhaut jünger. Traufseiten in massiver Ziegelbauweise ersetzt. | 47209440 | BW   |

## Holsten
| Lage                                               | Bezeichnung                             | Beschreibung | ID       | Bild |
| -------------------------------------------------- | --------------------------------------- | --- | -------- | ---- |
| Am Stärkesboll 25 / 26 52° 33′ 11″ N, 7° 50′ 41″ O | Hof Schulte (Heuerhaus)                 | Traufständige Doppelheuerhaus, Zweiständerbau, Fachwerk teils mit Ziegelausmauerung, teils mit Lehmstakung, ein Wirtschaftsgiebel einmal vorkragend, Satteldach, errichtet laut Inschrift 1672 und 1837 (i).                                            | 47211747 | BW   |
| Am Wellenberg 4 52° 33′ 15″ N, 7° 50′ 20″ O        | Hof Dierker (Wagenschauer)              | Den Wirtschaftshof nach Osten begrenzender Wagenschauer, Fachwerkbau teils mit Ziegelausmauerungen, Pultdach mit schmalem Vordach, errichtet wohl im 20. Jh.                                                                                            | 49732057 | BW   |
| Am Wellenberg 4 52° 33′ 16″ N, 7° 50′ 19″ O        | Hof Dierker (Stall)                     | Nördlich des Haupthauses und an dieses direkt anschließendes Stallgebäude, Fachwerk mit Ziegelausmauerung, Satteldach, errichtet wohl 1936. | 49731878 | BW   |
| Am Wellenberg 4 52° 33′ 15″ N, 7° 50′ 18″ O        | Hof Dierker (Wohn-/ Wirtschaftsgebäude) | Giebelständiger Zweiständerbau, Fachwerk mit Ziegelausmauerung, Wirtschaftsgiebel zweimal vorkragend, Wohngiebel zweimal vorkragend, Satteldach, verändert 1911 (i), im Kern älter. Innengerüst teils erhalten, die ersten zwei Fach später vorgesetzt. | 47220411 | BW   |
| Am Wellenberg 4 52° 33′ 15″ N, 7° 50′ 19″ O        | Hof Dierker (Scheune)                   | Traufständiger Wandständerbau, Fachwerk mit Ziegelausmauerung, beide Giebel zweimal vorkragend, Satteldach, errichtet 1896 (i). Drei Querdurchfahrten.                                                                                                  | 47220494 | BW   |
| Am Wellenberg 4 52° 33′ 14″ N, 7° 50′ 20″ O        | Hof Dierker (Stall)                     | Unmittelbar vor dem Ostgiebel der Scheune gelegener, langgestreckter Stall, massiver Ziegelbau, Satteldach, errichtet wohl 1959. | 49732009 | BW   |
| An der Burg 1 52° 33′ 17″ N, 7° 50′ 13″ O          | Hof Schulte (Speicher)                  | Giebelständiger Speicher, vermutlich zweigeschossiger Wandständerbau, Fachwerk mit Ziegelausmauerung, beide Giebel ohne Vorkragung, Satteldach, errichtet im 19. Jh.                                                                                    | 47220571 | BW   |
| Holsten 3 52° 33′ 38″ N, 7° 50′ 22″ O              | Hof Höge (Backhaus)                     | Eingeschossiger Wandständerbau, Fachwerk mit teils Ziegelausmauerung, teils Lehmstakung, Vordergiebel zweimal vorkragend, Rückgiebel nicht vorkragend, Satteldach, errichtet 1752 (i). Außen liegender Backofen entfernt, Öffnung vermauert.            | 47220635 | BW   |

## Rüssel
| Lage                                        | Bezeichnung                       | Beschreibung | ID       | Bild |
| ------------------------------------------- | --------------------------------- | --- | -------- | ---- |
| Rüssel 52° 33′ 3″ N, 7° 53′ 6″ O            | Wegekreuz                         | Massives Kruzifix auf ebenfalls massivem Postament mit steinerner Verblendung. Kleine Inschriftentafel oberhalb des Korpus, größere Inschriftentafel am Postament. Aufgestellt wohl im ersten Drittel des 20. Jh. | 47222552 | BW   |
| Rüssel 1 52° 32′ 12″ N, 7° 54′ 14″ O        | Hof Schulte zu Rüssel (Steinwerk) | Im Süden der ehemaligen Hofanlage gelegenes, dreigeschossiges Steinwerk über rechteckigem Grundriss, Bruchsteinbau mit wenigen Fensterschlitzen, Satteldach, im Kern Ende 14. Jh. (dendrochronologisch datiert: erstes OG um 1397, zweites OG um 1571, Dach um 1725).                                                               | 48890384 | BW   |
| Rüssel 1 52° 32′ 11″ N, 7° 54′ 16″ O        | Hof Schulte zu Rüssel (Backhaus)  | Östlich des Steinwerks gelegenes anderthalbgeschossiges Backhaus, Wandständerbau, Fachwerk mit Ziegelausmauerung, teils Lehmstakung erhalten, Giebel jeweils zweimal über profilierten Knaggen und Balkenstummeln bzw. Schwellbalkenüberstand vorkragend, Satteldach, errichtet 1777 (i). Ursprünglich außen ein Backofen angebaut. | 48890414 | BW   |
| Rüssel 7 52° 31′ 47″ N, 7° 53′ 33″ O        | Hof Möllmann (Hofkapelle)         | Kleine giebelständige Hofkapelle, massive Ziegelbauweise, Satteldach, errichtet 1897 (i). Neogotische Giebelfassaden- und Fenstergestaltung. | 47222699 | BW   |
| Rüssel 16 52° 31′ 19″ N, 7° 53′ 58″ O       | Hof Hollenkamp (Kruzifix)         | Kruzifix wohl aus Kunststein auf Postament. Inschriftentafel oberhalb des Korpus und Inschrift im Postament. Überdacht von einem Rundbogen aus dünnem geschwungenen Metallblech. | 47222726 |      |
| Walsumer Straße 52° 32′ 44″ N, 7° 53′ 55″ O | Kruzifix                          | Kruzifix aus Beton mit hellem Korpus auf massivem, mehrstufigen Postament mit gegliederter und teils farbig gefasster Schauseite. Inschriftentafel oberhalb des Korpus. Von ursprünglichem Standort an die heutige Stelle versetzt.                                                                                                 | 47009461 | BW   |
| Walsumer Straße 52° 32′ 26″ N, 7° 53′ 57″ O | Kruzifix                          | Kruzifix mit hellem Korpus auf mehrstufigen massiven Postament mit Inschrift, in einer Baumgruppe stehend. Vom ursprünglichen Standpunkt an heutige Stelle versetzt. | 47007182 | BW   |

## Tütingen
| Lage                                                       | Bezeichnung                              | Beschreibung | ID       | Bild |
| ---------------------------------------------------------- | ---------------------------------------- | --- | -------- | ---- |
| Tütingen 6 52° 31′ 36″ N, 7° 52′ 0″ O                      | Hof Eilfort (Wohn-/ Wirtschaftsgebäude)  | Giebelständiger Zweiständerbau, Fachwerk teils mit Ziegelausmauerung, teils mit Lehmstakung, Wirtschaftsgiebel viermal vorkragend, Wohngiebel mit Steckwalm, Satteldach, errichtet 1792 (i). Kammerfach mit Aufsprung. Innengerüst weitgehend ersetzt bzw. verbaut. Ursprünglich südliche Traufseite mittig mit kleinem Anbau (Räucherhaus) sowie ehemaligem Stallgebäude, beide nicht erhalten. | 47226063 | BW   |
| Tütingen 6 52° 31′ 35″ N, 7° 52′ 2″ O                      | Hof Eilfort (Scheune)                    | Giebelständiger Wandständerbau, Fachwerk mit Ziegelausmauerung, Nordgiebel dreimal vorkragend, Südgiebel zweimal vorkragend, Satteldach, errichtet 1829 (i). Nachträglich als Stall genutzt. Jüngst erheblich umgebaut, dabei der nördliche Giebel verändert. | 47695769 | BW   |
| Tütingen 6 52° 31′ 35″ N, 7° 52′ 0″ O                      | Hof Eilfort (Stall)                      | Giebelständiger Wandständerbau, Fachwerk mit Ziegelausmauerung, Nordgiebel dreimal vorkragend, Südgiebel zweimal vorkragend, Satteldach, errichtet 1829 (i). Nachträglich als Stall genutzt. Jüngst erheblich umgebaut, dabei der nördliche Giebel verändert. | 49732456 | BW   |
| Tütingen 7 52° 31′ 48″ N, 7° 52′ 6″ O                      | Hof Tütingen (Wohn-/ Wirtschaftsgebäude) | Giebelständiger Zweiständerbau, Giebel jeweils dreimal vorkragend, teils über profilierten Knaggen, Fachwerk mit Ziegelausmauerung, Satteldach, errichtet ursprünglich 1770 (i). 1895 (i) verändert. Kammerfach umgebaut, Wohnbereich teils mit Zwerchgiebel. | 47226553 | BW   |
| Tütingen 15 52° 31′ 28″ N, 7° 50′ 35″ O                    | Kruzifix                                 | Im Nordwesten der Hofanlage, direkt an der Straße gelegenes, massives Kruzifix auf massivem Postament. Inschriften im Postament und oberhalb des Korpus. | 47233371 | BW   |
| Wingerbergs Kirchweg 20a / 20b 52° 31′ 41″ N, 7° 52′ 46″ O | Hof Buse (Heuerhaus)                     | Giebelständiges Doppelheuerhaus, Zweiständerbau, Fachwerk teils mit Ziegelausmauerung, teils mit Lehmstakung, beide Giebel zweimal flach vorkragend, Satteldach, errichtet 1853 (i). Eine Seite mit einarmigem Flettdielengrundriss, eine Abseite als Wohnraum genutzt. | 47235793 | BW   |

## Westerholte
| Lage                                            | Bezeichnung                               | Beschreibung | ID       | Bild           |
| ----------------------------------------------- | ----------------------------------------- | --- | -------- | -------------- |
| Beeketal 47 52° 30′ 1″ N, 7° 51′ 47″ O          | Hof Grote (Heuerhaus)                     | Giebelständiger Zweiständerbau, Fachwerk teils mit Ziegelausmauerung, teils mit Lehmstakung, Wirtschaftsgiebel einmal vorkragend, Wohngiebel einmal vorkragend, Satteldach, errichtet 1870 (i). Einfach abgezimmertes Innengerüst erhalten. | 47236562 | BW             |
| Der kleine Esch 52° 29′ 41″ N, 7° 52′ 5″ O      | Ehemaliger Meyerhof (Steinwerk)           | Ehemals zweigeschossiges Steinwerk auf annähernd quadratischem Grundriss mit DG, massive Bruchsteinbauweise, ehemals Satteldach. Mauerwerk von halb eingetieftem Kellergeschoss und EG sowie ein Giebel des OG mit Kamin noch erhalten, 1390-1400 (d). Der heute fehlende Giebel einst in Fachwerk erneuert, dieser und das Dachwerk 1549-1550 (d).                             | 47243395 | BW             |
| Grovern 2 52° 30′ 22″ N, 7° 52′ 58″ O           | Hof Schulte-Geers (Steinwerk)             | Zweigeschossiges Steinwerk mit DG auf fast quadratischem Grundriss, massive Bruchsteinbauweise, Satteldach. Eingang traufseitig im ersten OG, weiterer ehemaliger Eingang giebelseitig im DG, mehrere senkrechte Fensterschlitze. Markante größere Eckquader und Fenstergewände in Sandstein.                                                                                   | 47236710 | BW             |
| Grovern 8 52° 30′ 22″ N, 7° 52′ 54″ O           | Hof Arens-Fischer (Steinwerk)             | Zweigeschossiges traufständiges Steinwerk auf fast quadratischem Grundriss mit DG, massive Bruchsteinbauweise auf Feldsteinsockel, Giebel mit Kragstein, Satteldach. Eingänge giebelseitig in allen drei Geschossen. Kleine Fensteröffnungen mit Sandsteinlaibung. Zum Silo umgebaut.                                                                                           | 47236967 | BW             |
| Hamberger Straße 6 52° 30′ 21″ N, 7° 51′ 22″ O  | Hof Große-Hamberg (Steinwerk)             | Giebelständiges zweigeschossiges Steinwerk mit DG auf fast quadratischem Grundriss, massive Bruchsteinbauweise, Giebel mit Kragsteinen, Satteldach. Eingang im EG giebelseitig, weitere Türöffnungen giebelseitig im DG, mehrere kleine Fensterschlitze, in der Mauer liegender Kamin.                                                                                          | 47009695 | BW             |
| Hamberger Straße 13 52° 30′ 24″ N, 7° 51′ 18″ O | Hof Möllmann (Wohn-/ Wirtschaftsgebäude)  | Giebelständiges Gulfhaus mit zwei Längsdielen, Wohnteil zweigeschossig, massive Ziegelbauweise auf Keller bzw. Steinsockel, Halbwalmdach, errichtet 1923 (i). Giebelfassaden mit Geschossgliederungen und Ziegelziersetzungen. | 47239845 | BW             |
| Starten 1 52° 30′ 51″ N, 7° 52′ 17″ O           | Hof Meyer zu Starten (Steinwerk)          | Zweigeschossiges Steinwerk auf fast quadratischem Grundriss mit DG, massive Bruchsteinbauweise, Giebel mit Kragstein, Satteldach. Eingänge an einer Giebelseite in allen drei Geschossen. Kleine Fensteröffnungen. Einfacher Anbau traufseitig unter Dachabschleppung. | 47009723 | BW             |
| Starten 44 52° 30′ 47″ N, 7° 52′ 20″ O          | Hof Meyer zu Starten (Heuerhaus)          | Zweiständerbau, Fachwerk mit Ziegelausmauerung, Giebel jeweils zweimal vorkragend, jeweils teils über profilierten Knaggen, Satteldach, errichtet 1702 (i). Innengerüst mit Ständerreihen und Kopfbändern erhalten. Ständer mit geradem Kopf, geschwungene Kopfbänder dielenseitig zwischen Ständer und Dachbalken, kleinere geschwungene Kopfbänder zwischen Ständer und Rähm. | 47242457 | BW             |
| Tütinger Straße 52° 30′ 1″ N, 7° 52′ 11″ O      | Wegekreuz                                 | Massives Kreuz als Dreipasskreuz auf ebenfalls massivem Postament mit hellem Korpus. Inschriftentafel oberhalb des Korpus „INRI“ wurde entfernt, weitere Inschriften im Postament. Nachträgliche Überdachung. | 47242749 | Weitere Bilder |
| Westerholte 11 52° 30′ 6″ N, 7° 52′ 2″ O        | Hof Grote (Speicher)                      | Zweigeschossiger Speicher mit DG, massive Bruchsteinbauweise im Keller- und EG, Fachwerk mit Lehmstakung im DG, beide Giebel vorkragend, Satteldach, errichtet 1751 (i). EG leicht eingetieft, Eingang zum EG giebelseitig, Eingang zum OG daneben mit vorgelagerter Treppe, im Dachgeschoss-Giebel weitere Eingangstür.                                                        | 47242909 | BW             |
| Westerholte 12 52° 29′ 55″ N, 7° 52′ 17″ O      | Hof Hugenberg (Wohn-/ Wirtschaftsgebäude) | Giebelständiger Zweiständerbau, Fachwerk teils mit Ziegelausmauerung, teils mit Lehmstakung, Wirtschaftsgiebel einmal vorkragend, Wohngiebel einmal vorkragend, Satteldach, errichtet 1792 (i). Kammerfach mit Aufsprung. Innengerüst teils erhalten. | 47242978 | BW             |